# Gloria Talbott
Gloria Talbott (7 de febrero de 1931 – 19 de septiembre de 2000) fue una actriz cinematográfica y televisiva estadounidense.

## Biografía
Talbott nació en Glendale (California), siendo su hermana la también actriz Lori Talbott.  
Gloria Talbott empezó su carrera como actriz infantil en filmes como Maytime (1937) Sweet and Lowdown (1943) y A Tree Grows in Brooklyn (1945). 
Finalizados sus estudios, Talbott formó un grupo dramático e intervino en diversos shows llevados a cabo en clubs. Al casarse dejó de actuar pero, tras divorciarse, retomó su carrera y trabajó extensamente para el cine y para la televisión. En la década de 1950 su actividad fue constante, interviniendo en producciones como Crashout (Fuga sangrienta) (1955), No somos ángeles (1955, comedia con Humphrey Bogart) y All That Heaven Allows (1955).  
Talbott fue más adelante conocida como una 'reina del grito' tras actuar en diferentes filmes de horror como Daughter of Dr. Jekyll (1957), The Cyclops (1957), y I Married a Monster from Outer Space (1958).
Para la televisión trabajó en diversas producciones, entre ellas las siguientes: The Cisco Kid; la serie western de la NBC Frontier; Sheriff of Cochise, show protagonizado por John Bromfield; el drama sobre la Guerra Civil de los Estados Unidos Gray Ghost; Whispering Smith, producción western de la NBC de 1961, en el papel de Cora Gates, con Robert Redford interpretando a su marido, Johnny Gates; episodio "The Incident of the Calico Gun", perteneciente a la serie de CBS Rawhide; The Brothers Brannagan, programa en el que trabajó con Robert Harland en la entrega de 1961 "Terror in the Afternoon"; Gunsmoke, serie en la que intervino en tres capítulos: "Home Surgery", "Cody's Code" y "The Cousin"; "Superman" y, finalmente diversos episodios de Perry Mason.
Casada en cuatro ocasiones, Gloria Talbott falleció a causa de una insuficiencia renal en Glendale (California) en el año 2000. Fue enterrada en el Cementerio San Fernando Mission de Mission Hills, Los Ángeles.
Su hija Mea Mullally, nacida de su matrimonio con Steven J. Capabianco, ganó tres medallas de oro en competiciones de patinaje sobre hielo.